# Смоленський район (Алтайський край)
Смоле́нський район (рос. Смоленский район) — район у складі Алтайського краю Російської Федерації.
Адміністративний центр — село Смоленське.

## Населення
Населення — 21409 осіб (2019; 23955 в 2010, 26033 у 2002).

## Адміністративний поділ
Район адміністративно поділяється на 9 сільських поселень (сільських рад):
| Поселення                      | Площа, км² | Населення, осіб (2002) | Населення, осіб (2010) | Населення, осіб (2019) | Центр         | Населені пункти |
| ------------------------------ | ---------- | ---------------------- | ---------------------- | ---------------------- | ------------- | --------------- |
| Ануйська сільська рада         | 192,28     | 1422                   | 1115                   | 953                    | Ануйське      | 2               |
| Верх-Обська сільська рада      | 174,45     | 2746                   | 2633                   | 2344                   | Верх-Обський  | 9               |
| Кіровська сільська рада        | 185,01     | 2125                   | 1818                   | 1579                   | Кіровський    | 6               |
| Ліньовська сільська рада       | 145,25     | 1993                   | 1822                   | 1556                   | Ліньовський   | 4               |
| Новотиришкінська сільська рада | 193,65     | 1858                   | 1852                   | 1742                   | Новотиришкіно | 2               |
| Сичовська сільська рада        | 487,43     | 2593                   | 2355                   | 2194                   | Сичовка       | 2               |
| Смоленська сільська рада       | 284,10     | 10183                  | 9543                   | 8560                   | Смоленське    | 3               |
| Солоновська сільська рада      | 236,85     | 1816                   | 1525                   | 1289                   | Солоновка     | 2               |
| Точилинська сільська рада      | 123,89     | 1297                   | 1292                   | 1192                   | Точильне      | 1               |

- 2010 року ліквідована Чорновська сільська рада, територія увійшла до складу Сичовської сільради[4].
- 2011 року ліквідована Первомайська сільська рада, територія увійшла до складу Смоленської сільради[5].

## Найбільші населені пункти
Нижче подано список населених пунктів з чисельністю населенням понад 1000 осіб:
| № | Населений пункт | Населення, осіб (2002) | Населення, осіб (2010) |
| - | --------------- | ---------------------- | ---------------------- |
| 1 | Смоленське      | 9506                   | 8985                   |
| 2 | Сичовка         | 2227                   | 2084                   |
| 3 | Новотиришкіно   | 1761                   | 1780                   |
| 4 | Солоновка       | 1536                   | 1311                   |
| 5 | Точильне        | 1297                   | 1292                   |
| 6 | Ліньовський     | 1259                   | 1162                   |
| 7 | Кіровський      | 1272                   | 1153                   |